# بلووینگ راک (کارولینای شمالی)
بلووینگ راک (به انگلیسی: Blowing Rock) شهری در ایالت کارولینای شمالی کشور ایالات متحده آمریکا است که جمعیت آن در سرشماری سال ۲۰۱۰ میلادی، ۱٬۲۴۱ نفر بوده‌است.